# Repentigny (Kanada)
Repentigny – miasto w Kanadzie, w prowincji Quebec, w regionie Lanaudière i MRC L’Assomption. Repentigny założone zostało nad rzeką L’Assomption w 1670 roku przez Jeana Baptiste Le Gardeur. Jest dwunastym pod względem liczby mieszkańców miastem Quebecu.
Liczba mieszkańców Repentigny wynosi 76 237. Język francuski jest językiem ojczystym dla 94,5%, angielski dla 1,4% mieszkańców (2006).